# Marko Kitti
Marko Kitti (Turku, 11 juli 1970) is een Fins schrijver. Hij heeft drie fictieboeken gepubliceerd.